# Tura (Magyarország)
Tura város Pest vármegyében, az Aszódi járásban, annak legnépesebb települése.

## Fekvése
A Hatvani-síkon, az Alföld és a Mátra találkozásához közel, Budapesttől 50 kilométerre, a megye keleti szélén, a Galga-patak partján helyezkedik el.
A közvetlenül határos települések: észak felől Kerekharaszt, északkelet felől Hatvan, kelet felől Boldog [mindhárom már Heves vármegyéhez tartozik], délkelet felől a Jász-Nagykun-Szolnok vármegyei Jászfényszaru, dél felől Zsámbok, délnyugat felől Vácszentlászló, nyugat felől pedig Galgahévíz; szomszédai közül csak ez utóbbi három tartozik (hozzá hasonlóan) Pest vármegyéhez.

### Megközelítése
Bár határszélét északon, egy egészen rövid szakaszon érinti a 3-as főút is, központja csak mellékutakon érhető el: Gödöllő-Vácszentlászló és Hatvan felől a 3104-es, Aszód-Galgahévíz és Zsámbok felől a 3105-ös úton, Boldog felől pedig a 31 121-es számú mellékúton; határszélét délkeleten érinti még a 3106-os út is.
Az ország távolabbi részei felől közúton az M3 autópálya felől közelíthető meg a legegyszerűbben, a bagi lehajtónál letérve, vagy a 32-es főútról, Jászfényszaru és Zsámbok (vagy Boldog) érintésével).
A hazai vasútvonalak közül a villamosított Budapest–Sátoraljaújhely-vasútvonal érimti, melynek egy megállási pontja van itt; Tura megállóhely a lakott terület északi peremén helyezkedik el, a központtól jó másfél kilométerre, közúti elérését a 31 313-as számú mellékút teszi lehetővé.

## Története
A településtől délre halad el a szarmaták által 324 és 337 között épített, a Dunát a Tiszával összekötő Csörsz árka nyomvonala.
Első ismert említése 1220-ból származik, a Váradi regestrum akkor keletkezett oklevelén Thwra néven említik (valószínűleg összekeverve a mai Nyírturával. Az első valós említése 1394-ből ismeretes. Az Ákos nemzetség ősi birtoka volt, amit 1425-ben a nemzetség leszármazottja Prodavizi Ördög Miklós Zsigmond királynak adományozott, más birtokokért cserébe. 1438-tól a Rozgonyi család tulajdonába került.
A település vámszedés jogával rendelkezett, s bár egy helyen mezővárosként is említik, nem volt az. 1544-ben, Hatvan eleste után török kézre került, de soha nem néptelenedett el teljesen, temploma pedig átvészelte a török időket. Hiába verték szét ugyanis 1594-ben Forgách Simon huszárjai a Hatvan felmentésére érkező török sereget, ezután még évszázados oszmán hegemónia következett. 1633-34-ben a török adóösszeírásában a budai szandzsák pesti náhijéjében szerepel, két adóköteles telekkel. A porta uralma alóli felszabaduláskor 61 család élt itt, az akkori összeírásban szereplő családnevek a mai napig is használatosak. Igazi benépesülése a 18. századra tehető. A mezőgazdasági tevékenység következtében felvirágzott a kereskedelem, a megtermelt árut Buda, Pest, Miskolc, Hatvan, Vác, Gyöngyös piacain értékesítették. A terület 1740-ben a szomszédos Hévízzel együtt Hévizi Nagy Antal tulajdonába került és a királytól adómentességet kapott. A római katolikus templom anyakönyvét 1702-től vezetik. 1720-ban az adóösszeírásokban 59 adóköteles porta szerepelt.
Leírás a településről a 18. század végén:
```
TURA: "Magyar falu Pest Várm. földes Ura Hg. Eszterházy Uraság, lakosai katolikusok, fekszik Hévízhez 1/4, Boldoghoz 1/2, Aszódhoz 3/4, Váczhoz pedig 2 3/4 státzióra; határja 2 nyomásbéli, síkos földgyének fele fekete, fele pedig homokos, terem búzát, kukoritzát, bort, és zőldséget is, erdeje van, árpa, és zab nélkűl szűkölködik, piatza Váczon, és Gyöngyösön."
 
(
Vályi András
: 
Magyar országnak leírása
, 
1796
–
1799
)
```

A helység területe 1873-ig az Esterházy család birtokában volt, akiktől a bárói rangot kapott Schossberger Zsigmond vásárolta meg. 1910-ben 900 házat és 4759 lakost tartottak nyilván. 1849. július 20-án itt volt az 1848–49-es szabadságharc egyik legnagyobb lovassági ütközete, a turai csata, Perczel Mór honvéd tábornok és Alekszandr Petrovics Tolsztoj cári altábornagy csapatai között. A vesztes csata után a falu szélén lévő Honvéderdőben temették el a turai Szele Andor huszárőrmestert és 17 társát. Sírjukat kegyelettel ápolják, a falu főterén pedig emlékoszlopot állítottak tiszteletükre.
A vasútvonal 1867-ben ért el Turára. A 19. század végén és a 20. század elején a MÁV egyre több és több embert kezdett foglalkoztatni, így Tura "vasutas-településsé" vált. Ebből az időből származik egy közkeletű bonmot, miszerint Turán sokkal nagyobb vasútállomás van, mint a szomszédos Hatvanban, mert amíg Hatvanból háromfelé mennek tovább a vonatok, addig Turáról Hatvan felé.
A mezőgazdaság szempontjából Tura mindig is térségi vezető szerepet játszott. Az Alsó-Galga-mentén állattenyésztés és nagyüzemi gyümölcstermesztés csak itt folyt számottevő mértékben. A mezőgazdasági termelőszövetkezet szervezése 1949-ben indult. Az Új Úton Tsz. és a Galgamenti Mgtsz. dolgozott a település földjein, ezek utóda a Galgamenti Szövetkezet, mely átvészelve a változások időszakát az összes ágazatát meg tudta tartani. A tevékenységi köréhez tartozó növénytermesztésen és állattenyésztésen kívül ipari tevékenységet is folytat (gépjavítás). Alkalmazottainak száma megközelíti a 200 főt. Az 1990-es években a Galgamenti Szövetkezethez tartozó közel 4.000 hektáros területet földárverésen értékesítették. A kárpótlás és részarány útján birtokba került földet a tulajdonosok nagy része továbbra is termelőszövetkezeti használatba adta megművelésre. A szövetkezeti érdekeltségű élelmiszer kiskereskedelmi forgalmazását a Galga-Coop Zrt. végzi. A háztáji gazdálkodás fő profilja a konyhakerti zöldségek és virágpalánták termesztése, az árut a helyi és környéki piacokon, illetve jellemzően Budapesten értékesítik.
2001-ben kapott városi rangot.

## Közélete

### Polgármesterei
- 1990–1994: Tóth István /Ödön/ (Tura Vigyázó Kör)[3]
- 1994–1998: Tóth István /Ödön/ (Vigyázó Kör)[4]
- 1998–2002: Tóth István /Ödön/ (független)[5]
- 2002–2006: Tóth István /Ödön/ (független)[6]
- 2006–2010: Szendrei Ferenc (független)[7]
- 2010–2014: Szendrei Ferenc (független)[8]
- 2014–2019: Szendrei Ferenc (független)[9]
- 2019–2024: Szendrei Ferenc (független)[10]
- 2024– : Szendrei Ferenc (független)[1]

A településen az 1994. december 11-én tartott önkormányzati választáson három jelölt is indult Tóth István vagy hasonló néven, ezért szükség volt a megkülönböztetésükre a szavazólapokon. Egyikük Tóth István néven, szocialista színekben indult képviselőjelöltként, egy másik képviselőjelölt a Vigyázó Kör színeiben indulva a Tóth-Zsiga István nevet viselte, a választást több mint 90 százalékos eredménnyel megnyerő polgármesterjelölt pedig, minden bizonnyal az előbbiektől való biztos megkülönböztetése céljából, az Ödön bece- vagy ragadványnevet kérte feltüntetni a neve mellett a választási dokumentumokban. Az 1990-es választásról nem ismertek részletes adatok, de ott is hasonló oka lehetett annak, hogy a győztes jelölt megkülönböztető nevet használt, csakúgy, mint 1998-ban és 2000-ben is. 1998-ban volt a legtöbb az elkülönítendő névegyezés a szavazólapon: ebben az évben a képviselő-jelöltek között indult egy Tóth István (ő a /Nagy-Tóth/ megkülönböztető nevet használta), egy Tóth-Zsiga István, sőt még egy Tóth-Antal Istvánné is; Tóth József névvel ugyancsak ketten indultak ezen a választáson, egyikük mint Tóth József Géza /Bari/, névrokona Tóth József János névvel szerepelt a kislistás szavazólapon.

## Népesség
A település népességének változása:
| Lakosok száma | 7721 | 7728 | 7761 | 7714 | 7788 | 7735 | 7711 |
|               | 2013 | 2014 | 2018 | 2021 | 2022 | 2023 | 2024 |

A 2011-es népszámlálás során a lakosok 89,4%-a magyarnak, 11,9% cigánynak, 0,4% németnek, 0,3% románnak mondta magát (10,4% nem nyilatkozott; a kettős identitások miatt a végösszeg nagyobb lehet 100%-nál). A vallási megoszlás a következő volt: római katolikus 67,1%, református 2,9%, evangélikus 1%, görögkatolikus 0,3%, felekezeten kívüli 6,3% (21,4% nem nyilatkozott).
2022-ben a lakosság 89,7%-a vallotta magát magyarnak, 8,9% cigánynak, 0,3% németnek, 0,3% románnak, 0,1-0,1% lengyelnek, szlováknak és ukránnak, 2,3% egyéb, nem hazai nemzetiségűnek (10% nem nyilatkozott; a kettős identitások miatt a végösszeg nagyobb lehet 100%-nál). Vallásuk szerint 42,2% volt római katolikus, 3,1% református, 0,7% evangélikus, 0,5% görög katolikus, 1,3% egyéb keresztény, 4,8% egyéb katolikus, 8% felekezeten kívüli (39,1% nem válaszolt).

## Nevezetességei
- Botaniq turai kastély - régebbi nevén Schossberger-kastély (tervezte: Bukovics Gyula; épült 1883-ban). Tíz hektáros park közepén áll az egyemeletes, összetett alaprajzú épület.

- Barokk stílusú magtár. 1808-ban épült, kétemeletes, nyeregtetős, jelenleg romos állapotú épület a kastély közelében.
- Római katolikus templom. Csaknem hétszáz éves, fennállása során többször is átépítették. (A gótikus maradványok a jelenlegi szentély alatt találhatók.) A templom első említése 1320-ból való (Váci Püspökség nyilvántartási jegyzéke). A Rákóczi-szabadságharc idején leégett. 1702-től bizonyítottan önálló plébánia. Jelenlegi formáját 1911-ben nyerte el, míg kazettás mennyezete, színes üvegablakai, és a keresztúti állomások zománcképei az 1980-as évek közepéről származnak. Az 1994-ben elkészült új orgona hangversenyekre is alkalmas. A templom udvarán 1868-ból származó barokk stílusú Szentháromság-szobor látható. A bejárattal átellenben modern plébániahivatal áll, mely közadakozásból épült 1991-ben. A Templom köz túlsó végén a második világháborúig kicsi zsinagóga állt.
- Falumúzeum:[14] Nádfedeles parasztházban rendezték be 1989-ben.
- Obeliszk az 1849-es turai csata tiszteletére. 8 méter magas.
- Városháza: 1902-ben épült, kétszintes.
- Turai-legelő Természetvédelmi Terület :  A Hatvani-síkon Tura közigazgatási határában az egyhajúvirág élőhelyét 1987-ben Turai-legelő Természetvédelmi Terület néven nyilvánították védetté. Jelentős növénye az egyhajúvirág, más (a környéken ismertebb) néven tavaszi kikerics (Bulbocodium vernum), mely a település címerében is szerepel.
- Szelektív hulladékgyűjtő telep: a Galgahévíz, Tura, Vácszentlászló és Zsámbok összefogásával 1999-ben épült hulladékhasznosító központ Tura területén található. 2001 óta az országban egyedülálló módon házhoz menő szelektív gyűjtést folytatnak.  Tura lakossága 2006-ban a legtöbb eldobható "tégla-" italos kartont gyűjtötte össze a hatvanezernél kisebb lélekszámú városok kategóriájában.
- KS ORKA Hungary – TURAWELL – Turai Geotermikus Erőmű. Alapja az a meleg vízű forrás, amelyet 1963-ban fedeztek fel: akkor olajkutatás közben tört a felszínre 2092 méter mélységből a 93 Celsius-fokos, gyógyászati célokra is alkalmas termálvíz. A termálforrás hozama 1,3 m³/perc. Hasznosítására már 1971-ben 35 000 m² alapterületű hajtatóház épült. A városban később kiépített kiserőmű Magyarországon az első olyan geotermikus energiát használó ipari egység, ami a hőenergia-szolgáltatás mellett villamos energiát is termel; egyben a KS ORKA első közép-európai geotermikus egysége is. Az erőmű 97%-os kihasználtsággal üzemel, és évente több mint 16 GWh villamos energiát termel. A megtermelt villamos- és hőenergia hozzávetőlegesen 8700 család éves energiafogyasztását, áramszükségletét képes kielégíteni.
- Turai Tintahal Rockfesztivál (novemberben)

## Ismert turaiak

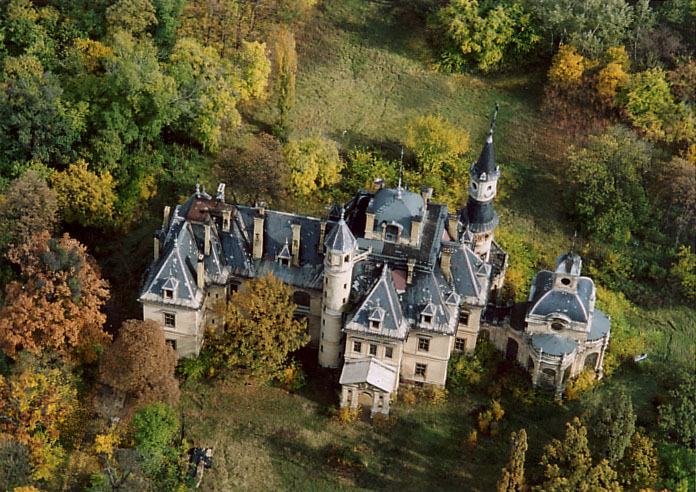
A Schossberger-kastély a levegőből

- Hevesy György (1885–1966) Nobel-díjas kémikus. Nem Turán született, de édesanyja, Schossberger Eugénia révén sokat vendégeskedett a turai kastélyban.  Nevét ma a város általános iskolája viseli.
- Hajdú Imre (Hirschler) (1906–1977) orvos, radiológus
- Bata István (1910–1982) kommunista honvédelmi miniszter. 1955-ben tagja volt a Varsói Szerződést aláíró magyar küldöttségnek. Az 1956-os forradalom leverésében is szerepet játszott.
- Bezsilla Nándor (1868–1917) ügyvéd, Pestújhely község alapítója és felparcellázója, Bezsilla László entomológus apja.
- Sára Sándor (1933–2019) Kossuth-díjas operatőr, filmrendező, dokumentarista. A Duna Televízió első vezetője.
- Kovács László (1908–1962) kántortanító, az ország első Kossuth-díjas népművelője, a Gyöngyösbokréta népi együttes megalakítója, a turai Művelődési Otthon igazgatója, a település első posztumusz díszpolgára.
- Gellér László (1944–) tizenötszörös magyar bajnok síelő, a síugrás magyar csúcstartója.
- Kovács Géza művészeti menedzser (1955)
- Maczkó Mária (1961–) Magyar Örökség Díjas népdalénekes, a népművészet mestere, a Magyar Állami Népi Együttes szólistája, és a Turai Énekmondók művészeti vezetője.
- Győri Szabó József (1929–2011) magyarnóta és népdalénekes.
- Szaszkó József országosan elismert citerás, citerakészítő, a népművészet mestere.
- Szénási József újságíró, a Magyar Televízió Nappali című műsorának szerkesztő-riportere.
- Cimbaliband népzenei-világzenei együttes.
- Zagyva Banda népzenei együttes.
- Pászti Lilla (1957–) táncművész, az Állami Népi Együttes tagja, 1984-től a Skála Metró reklámarca. A Dokumentátor című magyar film (1988) női főszereplője.
- Tóth Edina, Pro Progressio díjjal kitüntetett tanár.
- Turai Kiss Mária (1943–) dalénekes, előadóművész, költő, dalszerző, dalszövegíró.
- Dodog Diána, az írországi MasterChef verseny győztese 2014-ben.[15]
- Tóth Péter (1960–) egyetemi tanár, Selye János Egyetem Tanárképző Kar

## Tura a népművészetben
Tura szerepe a népművészetben egyrészt a népzene, másrészt a hímzések terén jelentős. Bartók Béla 1906-ban 150-nél is több népdalt gyűjtött Turán. (A leghíresebbek ezek közül az Ablakomba, ablakomba, valamint a Kecskemét is kiállítja kezdetűek.) A zeneszerző emlékét ma a nevét viselő Művelődési Ház falán márványtábla őrzi. A híres turai hímzés évszázados múltra tekint vissza, a II. világháború után igen népszerű stílus volt, melyet divattervezők is alkalmaztak hétköznapi és alkalmi ruhák tervezése során, emellett hétköznapi használati tárgyak (például terítők) díszítésére használták. A turai templom oltárterítőit és miseruháit is a hagyományos hímzett motívumok díszítik.

## A településen gyűjtött népdalok
| Cím                                    | Gyűjtő       | Év   |
| -------------------------------------- | ------------ | ---- |
| Ez a kislány gyöngyöt fűz              | Bartók Béla  | 1906 |
| Új a csizmám, a szögre van felakasztva | Volly István | 1939 |
| Nincs szebb lány a magyar lánynál      | Bartók Béla  | 1906 |
| Ablakomba, ablakomba                   | Bartók Béla  | 1906 |
| Kossuth-nóta                           | Volly István |      |
| Kecskemét is kiállítja                 | Bartók Béla  | 1906 |

## Testvértelepülések
- Csíkszentimre, Románia (1990)
- Jászó, Szlovákia (1993)
- Maserà di Padova, Olaszország (2004)